# Voué
Voué és un municipi francès situat al departament de l'Aube i a la regió del Gran Est. L'any 2007 tenia 535 habitants.

## Demografia

### Població
El 2007 la població de fet de Voué era de 535 persones. Hi havia 200 famílies de les quals 36 eren unipersonals (20 homes vivint sols i 16 dones vivint soles), 70 parelles sense fills, 90 parelles amb fills i 4 famílies monoparentals amb fills.
La població ha evolucionat segons el següent gràfic:
Habitants censats

### Habitatges
El 2007 hi havia 211 habitatges, 201 eren l'habitatge principal de la família, 3 eren segones residències i 7 estaven desocupats. 204 eren cases i 6 eren apartaments. Dels 201 habitatges principals, 176 estaven ocupats pels seus propietaris, 23 estaven llogats i ocupats pels llogaters i 2 estaven cedits a títol gratuït; 5 tenien dues cambres, 31 en tenien tres, 49 en tenien quatre i 116 en tenien cinc o més. 172 habitatges disposaven pel capbaix d'una plaça de pàrquing. A 83 habitatges hi havia un automòbil i a 110 n'hi havia dos o més.

### Piràmide de població
La piràmide de població per edats i sexe el 2009 era:
| Homes | Edats   | Dones |
| ----- | ------- | ----- |
| 0     | 95 o +  | 4     |
| 0     | 90 a 94 | 0     |
| 4     | 85 a 89 | 0     |
| 8     | 80 a 84 | 0     |
| 0     | 75 a 79 | 4     |
| 4     | 70 a 74 | 0     |
| 4     | 65 a 69 | 8     |
| 16    | 60 a 64 | 16    |
| 8     | 55 a 59 | 8     |
| 24    | 50 a 54 | 32    |
| 12    | 45 a 49 | 12    |
| 12    | 40 a 44 | 20    |
| 24    | 35 a 39 | 12    |
| 12    | 30 a 34 | 16    |
| 20    | 25 a 29 | 8     |
| 8     | 20 a 24 | 12    |
| 20    | 15 a 19 | 16    |
| 16    | 10 a 14 | 12    |
| 8     | 5 a 9   | 16    |
| 16    | 0 a 4   | 16    |

## Economia
El 2007 la població en edat de treballar era de 350 persones, 288 eren actives i 62 eren inactives. De les 288 persones actives 269 estaven ocupades (148 homes i 121 dones) i 19 estaven aturades (8 homes i 11 dones). De les 62 persones inactives 31 estaven jubilades, 20 estaven estudiant i 11 estaven classificades com a «altres inactius».

### Ingressos
El 2009 a Voué hi havia 215 unitats fiscals que integraven 591,5 persones, la mediana anual d'ingressos fiscals per persona era de 19.123 €.

### Activitats econòmiques
Dels 20 establiments que hi havia el 2007, 1 era d'una empresa alimentària, 4 d'empreses de construcció, 3 d'empreses de comerç i reparació d'automòbils, 3 d'empreses de transport, 4 d'empreses d'hostatgeria i restauració, 2 d'empreses financeres, 1 d'una empresa immobiliària i 2 d'empreses de serveis.
Dels 5 establiments de servei als particulars que hi havia el 2009, 1 era una fusteria, 2 lampisteries i 2 restaurants.
L'únic establiment comercial que hi havia el 2009 era una fleca.
L'any 2000 a Voué hi havia 15 explotacions agrícoles que ocupaven un total de 1.397 hectàrees.

## Equipaments sanitaris i escolars
El 2009 hi havia 1 escola maternal integrada dins d'un grup escolar amb les comunes properes formant una escola dispersa i 1 escola elemental integrada dins d'un grup escolar amb les comunes properes formant una escola dispersa.

## Poblacions més properes
El següent diagrama mostra les poblacions més properes.